# Donji Marinkovac
Donji Marinkovac – wieś w Chorwacji, w żupanii zagrzebskiej, w gminie Dubrava. W 2011 roku liczyła 95 mieszkańców.